# Џорџ Макгинис
Џорџ Макгинис‎ (енгл. George McGinnis; Индијанаполис, 12. август 1950 — Индијанаполис, 14. децембар 2023) је био амерички кошаркаш. Играо је на позицији крилног центра.
Пре него што су се АБА и НБА ујединили у једну лигу, Макгинис‎ је са екипом Индијане два пута освојио АБА титулу — у сезони 1972. и 1973. Други поход на шампионску титулу обележио је и МВП наградом у финалу, док је 1975. године био МВП лигашког дела сезоне. Три пута је наступио на АБА Ол-стар мечу и још два пута на НБА Ол-стар мечу. Индијана је повукла из употребе број 30, у част Макгинис‎а.
Колико је доминантан био током играчких дана показује и то што су неки од његових рекорда и даље недостижни за већину играча. Уписан је у историју као први кошаркаш који је остварио трипл-дабл учинак са 50 или више поена на плеј-оф утакмици. На мечу против Сан Антонио спарса имао је 51 поен, 17 скокова и 10 асистенција.
Први је човек који је у једној плеј-оф серији остварио учинак од 200+ поена, 100+ скокова и 50+ асистенција.
Преминуо је од последица срчаног застоја 14. децембра 2023. године.

## Успеси

### Клупски
- Индијана пејсерси:
  - АБА (2): 1972, 1973.

### Појединачни
- Најкориснији играч АБА (1): 1975.
- АБА плеј−оф МВП (1): 1973.
- АБА ол-стар меч (3): 1973, 1974, 1975.
- Идеални тим AБА — прва постава (2): 1974, 1975.
- Идеални тим AБА — друга постава (1): 1973.
- Идеални тим новајлија АБА — прва постава (1): 1972.
- Најбољи стрелац АБА лиге (1): 1975.
- НБА Ол-стар меч (3): 1976, 1977, 1979.
- Идеални тим НБА — прва постава (1): 1976.
- Идеални тим НБА — друга постава (1): 1977.